# Phân loại học động vật (Hutchins và cộng sự, 2003)
Phân loại học động vật được trình bày bởi Hutchins cộng sự vào 2003 trong các tập sách Grzimek's Animal Life Encyclopedia là hệ thống phân loại bao gồm tất cả Động vật, từ các ngành đến các bộ (hoặc họ, ví dụ Hexapoda và Pisces; hoặc các loài như Amphibia, Reptilia, Aves và Mammalia).

## Animalia (= Metazoa)

### Ngành Porifera
- Ngành Porifera
  - Lớp Calcarea
    - Bộ Baeriida
    - Bộ Clathrinida
    - Bộ Leucosoleniida
    - Bộ Lithonida
    - Bộ Murrayonida

  - Lớp Hexactinellida
    - Bộ Amphidiscosida
    - Bộ Aulocalycoida
    - Bộ Hexactinosida
    - Bộ Lychniscosida
    - Bộ Lyssacinosida

  - Lớp Demospongiae
    - Bộ Agelasida
    - Bộ Astrophorida
    - Bộ Chondrosida
    - Bộ Dendroceratida
    - Bộ Dictyoceratida
    - Bộ Hadromerida
    - Bộ Halichondrida
    - Bộ Halisarcida
    - Bộ Haplosclerida
    - Bộ Homosclerophorida
    - Bộ Poecilosclerida
    - Bộ Spirophorida
    - Bộ Verongida
    - Bộ Verticillitida

### Ngành Placozoa
- Ngành Placozoa
  - Không có bộ chỉ định

### Ngành Monoblastozoa
- Ngành Monoblastozoa
  - Không có bộ chỉ định

### Ngành Rhombozoa
- Ngành Rhombozoa
  - Bộ Dicyemida
  - Bộ Heterocyemida

### Ngành Orthonectida
- Ngành Orthonectida
  - Bộ Orthonectida

### Ngành Cnidaria
- Ngành Cnidaria
  - Lớp Anthozoa
    - Bộ Actiniaria
    - Bộ Alcyonacea
    - Bộ Antipatharia
    - Bộ Ceriantharia
    - Bộ Corallimorpharia
    - Bộ Helioporacea
    - Bộ Pennatulacea
    - Bộ Scleractinia
    - Bộ Zoanthidea

  - Lớp Hydrozoa
    - Bộ Actinulida
    - Bộ Capitata
    - Bộ Conica
    - Bộ Cystonectae
    - Bộ Filifera
    - Bộ Laingiomedusae
    - Bộ Limnomedusae
    - Bộ Moerisiida
    - Bộ Narcomedusa
    - Bộ Proboscoida
    - Bộ Physonectae
    - Bộ Polypodiozoa
    - Bộ Trachymedusa

  - Lớp Cubozoa
    - Bộ Cubomedusae

  - Lớp Scyphozoa
    - Bộ Coronatae
    - Bộ Rhizostomeae
    - Bộ Semaeostomeae
    - Bộ Stauromedusae

### Ngành Ctenophora
- Ngành Ctenophora
  - Bộ Beroida
  - Bộ Cestida
  - Bộ Cydippida
  - Bộ Ganeshida
  - Bộ Lobata
  - Bộ Platyctenida
  - Bộ Thalassocalycida

### Ngành Platyhelminthes
- Ngành Platyhelminthes
  - Lớp Acoela
    - Không có bộ được chỉ định

  - Lớp Turbellaria
    - Bộ Catenulida
    - Bộ Haplopharyngida
    - Bộ Lecithoepitheliata
    - Bộ Macrostomida
    - Bộ Polycladida
    - Bộ Prolecithophora
    - Bộ Proplicastomata
    - Bộ Proseriata
    - Bộ Rhabdocoela
    - Bộ Tricladida

  - Lớp Trematoda
    - Bộ Aspidogastrida
    - Bộ Azygiida
    - Bộ Echinostomida
    - Bộ Opisthorchiida
    - Bộ Plagiorchiida
    - Bộ Strigeatida

  - Lớp Monogenea
    - Bộ Monopisthocotylea
    - Bộ Polyopisthocotylea

  - Lớp Cestoda
    - Bộ Amphilinidea
    - Bộ Caryophyllidea
    - Bộ Cyclophyllidea
    - Bộ Diphyllidea
    - Bộ Gyrocotylidea
    - Bộ Haplobothriidea
    - Bộ Lecanicephalidea
    - Bộ Litobothriidea
    - Bộ Nippotaeniidea
    - Bộ Proteocephalidea
    - Bộ Pseudophyllidea
    - Bộ Spathebothriidea
    - Bộ Tetrabothriidea
    - Bộ Tetraphyllidea
    - Bộ Trypanorhyncha

### Ngành Nemertea
- Ngành Nemertea
  - Lớp Anopla
    - Bộ Heteronemertea
    - Bộ Palaeonemertea

  - Lớp Enopla
    - Bộ Hoplonemertea

### Ngành Rotifera
- Ngành Rotifera
  - Bộ Bdelloida
  - Bộ Collothecacea
  - Bộ Flosculariacea
  - Bộ Ploimida
  - Bộ Seisonida

### Ngành Gastrotricha
- Ngành Gastrotricha
  - Bộ Chaetonotida
  - Bộ Macrodasyida

### Ngành Kinorhyncha
- Ngành Kinorhyncha
  - Bộ Cyclorhagida
  - Bộ Homalorhagida

### Ngành Nematoda
- Ngành Nematoda
  - Lớp Adenophorea
    - Bộ Araeolaimida
    - Bộ Chromadorida
    - Bộ Desmodorida
    - Bộ Desmoscolecida
    - Bộ Dorylaimida
    - Bộ Enoplida
    - Bộ Isolaimida
    - Bộ Mermithida
    - Bộ Monhysterida
    - Bộ Mononchida
    - Bộ Muspiceida
    - Bộ Stichosomida
    - Bộ Trichocephalida

  - Lớp Secernentea
    - Bộ Aphelenchida
    - Bộ Ascaridida
    - Bộ Camallanida
    - Bộ Diplogasterida
    - Bộ Rhabditida
    - Bộ Spirurida
    - Bộ Strongylida
    - Bộ Tylenchida

### Ngành Nematomorpha
- Ngành Nematomorpha
  - Bộ Gordioidea
  - Bộ Nectonematoidea

### Ngành Acanthocephala
- Ngành Acanthocephala
  - Bộ Apororhynchida
  - Bộ Echinorhynchida
  - Bộ Gigantorhynchida
  - Bộ Gyracanthocephala
  - Bộ Moniliformida
  - Bộ Neoechinorhynchida
  - Bộ Oligacanthorhynchida
  - Bộ Polymorphida

### Ngành Entoprocta
- Ngành Entoprocta
  - Bộ Coloniales
  - Bộ Solitaria

### Ngành Micrognathozoa
- Ngành Micrognathozoa
  - Bộ Limnognathida

### Ngành Gnathostomulida
- Ngành Gnathostomulida
  - Bộ Bursovaginoidea
  - Bộ Filospermoidea

### Ngành Priapulida
- Ngành Priapulida
  - Bộ Halicryptomorphida
  - Bộ Priapulimorphida
  - Bộ Seticoronarida

### Ngành Loricifera
- Ngành Loricifera
  - Bộ Nanaloricida

### Ngành Cycliophora
- Ngành Cycliophora
  - Bộ Symbiida

### Ngành Echinodermata
- Ngành Echinodermata
  - Lớp Crinoidea
    - Bộ Bourgueticrinida
    - Bộ Comatulida
    - Bộ Cyrtocrinida
    - Bộ Isocrinida
    - Bộ Millericrinida

  - Lớp Asteroidea
    - Bộ Brisingida
    - Bộ Forcipulatida
    - Bộ Notomyotida
    - Bộ Paxillosida
    - Bộ Spinulosida
    - Bộ Valvatida
    - Bộ Velatida

  - Lớp Concentricycloidea
    - Bộ Peripodida

  - Lớp Ophiuroidea
    - Bộ Euryalida
    - Bộ Oegophiurida
    - Bộ Ophiurida

  - Lớp Echinoidea
    - Bộ Arbacioida
    - Bộ Cassiduloida
    - Bộ Cidaroida
    - Bộ Clypeasteroida
    - Bộ Diadematoida
    - Bộ Echinoida
    - Bộ Echinothuroida
    - Bộ Holasteroida
    - Bộ Holectypoida
    - Bộ Pedinoida
    - Bộ Phymosomatoida
    - Bộ Salenoida
    - Bộ Spatangoida
    - Bộ Temnopleurida

  - Lớp Holothuroidea
    - Bộ Apodida
    - Bộ Aspidochirotida
    - Bộ Dactylochirotida
    - Bộ Dendrochirotida
    - Bộ Elasipodida
    - Bộ Molpadiida

### Ngành Chaetognatha
- Ngành Chaetognatha
  - Bộ Aphragmophora
  - Bộ Phragmophora

### Ngành Hemichordata
- Ngành Hemichordata
  - Bộ Cephalodiscida
  - Bộ Rhabdopleurida

### Ngành Chordata
- Ngành Chordata
  - Phân ngành Urochordata
    - Lớp Ascidiacea
      - Bộ Enterogona
      - Bộ Pleurogona

    - Lớp Thaliacea
      - Bộ Doliolida
      - Bộ Pyrosomatida
      - Bộ Salpida

    - Lớp Appendicularia
      - Bộ Copelata

    - Lớp Sorberacea
      - Bộ Aspiraculata

  - Phân ngành Cephalochordata
    - Bộ Amphioxiformes

  - Phân ngành Craniata

#### Liên lớp Pisces
- Liên lớp Pisces (đa ngành)
  - Lớp Myxini
    - Bộ Myxiniformes

  - Lớp Cephalaspidomorphi
    - Bộ Petromyzoniformes

  - Lớp Chondrichthyes
    - Bộ Chimaeriformes
    - Bộ Heterodontiformes
    - Bộ Orectolobiformes
    - Bộ Carcharhiniformes
    - Bộ Lamniformes
    - Bộ Hexanchiformes
    - Bộ Squaliformes
    - Bộ Squatiniformes
    - Bộ Pristiophoriformes
    - Bộ Rajiformes

  - Lớp Sarcopterygii
    - Bộ Coelacanthiformes
    - Bộ Ceratodontiformes
    - Bộ Lepidosireniformes

  - Lớp Actinopterygii
    - Bộ Polypteriformes
    - Bộ Acipenseriformes
    - Bộ Lepisosteiformes
    - Bộ Amiiformes
    - Bộ Osteoglossiformes
    - Bộ Elopiformes
    - Bộ Albuliformes
    - Bộ Anguilliformes
    - Bộ Saccopharyngiformes
    - Bộ Clupeiformes
    - Bộ Gonorynchiformes
    - Bộ Cypriniformes
    - Bộ Characiformes
    - Bộ Siluriformes
    - Bộ Gymnotiformes
    - Bộ Esociformes
    - Bộ Osmeriformes
    - Bộ Salmoniformes
    - Bộ Stomiiformes
    - Bộ Aulopiformes
    - Bộ Myctophiformes
    - Bộ Lampridiformes
    - Bộ Polymixiiformes
    - Bộ Percopsiformes
    - Bộ Ophidiiformes
    - Bộ Gadiformes
    - Bộ Batrachoidiformes
    - Bộ Lophiiformes
    - Bộ Mugiliformes
    - Bộ Atheriniformes
    - Bộ Beloniformes
    - Bộ Cyprinodontiformes
    - Bộ Stephanoberyciformes
    - Bộ Beryciformes
    - Bộ Zeiformes
    - Bộ Gasterosteiformes
    - Bộ Synbranchiformes
    - Bộ Scorpaeniformes
    - Bộ Perciformes
      - Phân bộ Percoidei
      - Phân bộ Labroidei
      - Phân bộ Zoarcoidei
      - Phân bộ Nototheniodei
      - Phân bộ Trachinoidei
      - Phân bộ Blennioidei
      - Phân bộ Icosteoidei
      - Phân bộ Gobiesocoidei
      - Phân bộ Callionymoidei
      - Phân bộ Gobioidei
      - Phân bộ Acanthuroidei
      - Phân bộ Scombroidei
      - Phân bộ Stromateoidei
      - Phân bộ Anabantoidei
      - Phân bộ Channoidei

    - Bộ Pleuronectiformes
    - Bộ Tetraodontiformes

#### Lớp Amphibia
- Lớp Amphibia
  - Bộ Anura
  - Bộ Caudata
  - Bộ Gymnophiona

#### Lớp Reptilia
- Lớp Reptilia
  - Bộ Testudines
  - Bộ Crocodylia
  - Bộ Rhynchocephalia
  - Bộ Squamata

#### Lớp Aves
- Lớp Aves
  - Bộ Struthioniformes
  - Bộ Procellariiformes
  - Bộ Sphenisciformes
  - Bộ Gaviiformes
  - Bộ Podicipediformes
  - Bộ Pelecaniformes
  - Bộ Ciconiiformes
  - Bộ Phoenicopteriformes
  - Bộ Falconiformes
  - Bộ Anseriformes
  - Bộ Galliformes
  - Bộ Opisthocomiformes
  - Bộ Gruiformes
  - Bộ Charadriiformes
  - Bộ Pterocliformes
  - Bộ Columbiformes
  - Bộ Psittaciformes
  - Bộ Musophagiformes
  - Bộ Cuculiformes
  - Bộ Strigiformes
  - Bộ Caprimulgiformes
  - Bộ Apodiformes
  - Bộ Coliiformes
  - Bộ Trogoniformes
  - Bộ Coraciiformes
  - Bộ Piciformes
  - Bộ Passeriformes

#### Lớp Mammalia
- Lớp Mammalia
  - Bộ Monotremata
  - Bộ Didelphimorphia
  - Bộ Paucituberculata
  - Bộ Microbiotheria
  - Bộ Dasyuromorphia
  - Bộ Peramelemorphia
  - Bộ Notoryctemorphia
  - Bộ Diprotodontia
  - Bộ Xenarthra
  - Bộ Insectivora
  - Bộ Scandentia
  - Bộ Dermoptera
  - Bộ Chiroptera
  - Bộ Primates
  - Bộ Carnivora
  - Bộ Cetacea
  - Bộ Tubulidentata
  - Bộ Proboscidea
  - Bộ Hyracoidea
  - Bộ Sirenia
  - Bộ Perissodactyla
  - Bộ Artiodactyla
  - Bộ Pholidota
  - Bộ Rodentia
  - Bộ Lagomorpha
  - Bộ Macroscelidea

### Ngành Annelida
- Ngành Annelida
  - Lớp Polychaeta
    - Bộ Amphinomida
    - Bộ Capitellida
    - Bộ Chaetopterida
    - Bộ Cirratulida
    - Bộ Cossurida
    - Bộ Ctenodrilida
    - Bộ Dinophilida
    - Bộ Eunicida
    - Bộ Flabelligerida
    - Bộ Magelonida
    - Bộ Nerillida
    - Bộ Opheliida
    - Bộ Orbiniida
    - Bộ Oweniida
    - Bộ Phyllodocida
    - Bộ Poeobiida
    - Bộ Polygordiida
    - Bộ Protodrilida
    - Bộ Psammodrilida
    - Bộ Sabellariida
    - Bộ Sabellida
    - Bộ Spintherida
    - Bộ Spionida
    - Bộ Sternaspida
    - Bộ Terebellida

  - Lớp Myzostomida
    - Bộ Pharyngidea
    - Bộ Proboscidea

  - Lớp Oligochaeta
    - Bộ Haplotaxida
    - Bộ Lumbriculida
    - Bộ Moniligastrida
    - Bộ Opisthopora

  - Lớp Hirudinea
    - Bộ Arhynchobdellae
    - Bộ Rhynchobdellida

  - Lớp Pogonophora
    - Bộ Athecanephria
    - Bộ Thecanephria

### Ngành Vestimentifera
- Ngành Vestimentifera
  - Bộ Basibranchia
  - Bộ Riftiidae

### Ngành Sipuncula
- Ngành Sipuncula
  - Bộ Aspidosiphoniformes
  - Bộ Golfingiaformes
  - Bộ Phascolosomatiformes
  - Bộ Sipunculiformes

### Ngành Echiura
- Ngành Echiura
  - Bộ Bonellioinea
  - Bộ Echiuroinea
  - Bộ Heteromyota
  - Bộ Xenopneusta

### Ngành Onychophora
- Ngành Onychophora
  - No Bộ designations

### Ngành Tardigrada
- Ngành Tardigrada
  - Bộ Arthrotardigrada
  - Bộ Echiniscoidea
  - Order Parachela
  - Bộ Apochela
  - Bộ Mesotardigrada

### Ngành Arthropoda
- Ngành Arthropoda

#### Phân ngành Crustacea
- Phân ngành Crustacea
  - Lớp Remipedia
    - Bộ Nectiopoda

  - Lớp Cephalocarida
    - Bộ Brachypoda

  - Lớp Branchiopoda
    - Bộ Anostraca
    - Bộ Notostraca
    - Bộ Conchostraca
    - Bộ Cladocera

  - Lớp Malacostraca
    - Phân lớp Phyllocarida
      - Bộ Leptostraca

    - Phân lớp Eumalacostraca
      - Bộ Stomatopoda
      - Bộ Bathynellacea
      - Bộ Anaspidacea
      - Bộ Euphausiacea
      - Bộ Amphionidacea
      - Bộ Decapoda
      - Bộ Mysida
      - Bộ Lophogastrida
      - Bộ Cumacea
      - Bộ Tanaidacea
      - Bộ Mictacea
      - Bộ Spelaeogriphacea
      - Bộ Thermosbaenacea
      - Bộ Isopoda
      - Bộ Amphipoda

  - Lớp Maxillopoda
    - Phân lớp Thecostraca
      - Bộ Acrothoracica
      - Bộ Ascothoracica
      - Bộ Rhizocephala
      - Bộ Thoracica

    - Phân lớp Tantulocarida
      - No Bộ designations

    - Phân lớp Branchiura
      - Bộ Arguloida

    - Phân lớp Mystacocarida
      - No Bộ designations

    - Phân lớp Copepoda
      - Bộ Calanoida
      - Bộ Cyclopoida
      - Bộ Gelyelloida
      - Bộ Harpacticoida
      - Bộ Misophrioida
      - Bộ Monstrilloida
      - Bộ Mormonilloida
      - Bộ Platycopioida
      - Bộ Siphonostomatoida

    - Phân lớp Ostracoda
      - Bộ Myodocopida
      - Bộ Palaeocopida
      - Bộ Podocopida

  - Lớp Pentastomida
    - Bộ Cephalobaenida
    - Bộ Porocephalida

#### Phân ngành Cheliceriformes
- Phân ngành Cheliceriformes
  - Lớp Pycnogonida
    - Order Pantopoda

  - Bộ Chelicerata
    - Lớp Merostomata
      - Bộ Xiphosura

    - Phân lớp Arachnida
      - Bộ Acari
      - Bộ Amblypygi
      - Bộ Araneae
      - Bộ Opiliones
      - Bộ Palpigradi
      - Bộ Pseudoscorpiones
      - Bộ Ricinulei
      - Bộ Schizomida
      - Bộ Scorpionida
      - Bộ Solpugida
      - Bộ Uropygi

#### Phân ngành Uniramia
- Phân ngành Uniramia
  - Lớp Myriapoda
    - Phân lớp Chilopoda
      - Bộ Craterostigmomophora
      - Bộ Geophilomorpha
      - Bộ Lithobiomorpha
      - Bộ Scolopendromorpha
      - Bộ Scutigeromorpha

    - Phân lớp Diplopoda
      - Bộ Callipodida
      - Bộ Chordeumatida
      - Bộ Glomerida
      - Bộ Glomeridesmida
      - Bộ Julida
      - Bộ Platydesmida
      - Bộ Polydesmida
      - Bộ Polyxenida
      - Bộ Polyzoniida
      - Bộ Siphoniulida
      - Bộ Siphonophorida
      - Bộ Sphaerotheriida
      - Bộ Spirobolida
      - Bộ Spirostreptida
      - Bộ Stemmiulida

    - Phân lớp Symphyla
      - Bộ Symphyla

    - Phân lớp Pauropoda
      - Bộ Hexamerocerata
      - Bộ Tetramerocerata

#### Phân ngành Hexapoda
- Phân ngành Hexapoda
  - Lớp Entognatha
    - Bộ Protura
    - Bộ Collembola
    - Bộ Diplura

  - Lớp Insecta
    - Bộ Microcoryphia
    - Bộ Thysanura
    - Bộ Ephemeroptera
    - Bộ Odonata
    - Bộ Plecoptera
    - Bộ Blattodea
    - Bộ Isoptera
    - Bộ Mantodea
    - Bộ Grylloblattodea
    - Bộ Dermaptera
    - Bộ Orthoptera
    - Bộ Mantophasmatodea
    - Bộ Phasmida
    - Bộ Embioptera
    - Bộ Zoraptera
    - Bộ Psocoptera
    - Bộ Phthiraptera
    - Bộ Hemiptera
    - Bộ Thysanoptera
    - Bộ Megaloptera
    - Bộ Raphidioptera
    - Bộ Neuroptera
    - Bộ Coleoptera
    - Bộ Strepsiptera
    - Bộ Siphonaptera
    - Bộ Diptera
    - Bộ Trichoptera
    - Bộ Lepidoptera
    - Bộ Hymenoptera

### Ngành Mollusca
- Ngành Mollusca
  - Lớp Aplacophora
    - Bộ Cavibelonia
    - Bộ Neomeniomorpha
    - Bộ Pholidoskepia

  - Lớp Monoplacophora
    - BộBản mẫu:Typo help inline Tryblidioidea

  - Lớp Polyplacophora
    - Bộ Acanthochitonida
    - Bộ Ischnochitonida
    - Bộ Lepidopleurida

  - Lớp Gastropoda
    - Phân lớp Opisthobranchia
      - Bộ Acochlidioidea
      - Bộ Anaspidea
      - Bộ Cephalaspidea
      - Bộ Gymnosomata
      - Bộ Notaspidea
      - Bộ Nudibranchia
      - Bộ Runcinoidea
      - Bộ Sacoglossa
      - Bộ Thecosomata

    - Phân lớp Pulmonata
      - Bộ Actophila
      - Bộ Basommatophora
      - Bộ Stylommatophora
      - Bộ Systellommatophora
      - Bộ Patellogastropoda
      - Liên bộ Vetigastropoda
        - Bộ Haliotoidea
        - Bộ Lepetodriloidea
        - Bộ Vetigastropoda
        - Bộ Cocculiniformia
        - Bộ Neritopsina
        - Bộ Caenogastropoda

  - Lớp Bivalvia
    - Bộ Arcoida
    - Bộ Hippuritoida
    - Bộ Limoida
    - Bộ Myoida
    - Bộ Mytiloida
    - Bộ Nuculoida
    - Bộ Ostreoida
    - Bộ Pholadomyoida
    - Bộ Pterioida
    - Bộ Solemyoida
    - Bộ Trigonioida
    - Bộ Unionoida
    - Bộ Veneroida

  - Lớp Scaphopoda
    - Bộ Dentaliida
    - Bộ Gadilida

  - Lớp Cephalopoda
    - Bộ Nautilida
    - Bộ Octopoda
    - Bộ Sepioidea
    - Bộ Spirulida
    - Bộ Teuthoidea
    - Bộ Vampyromorphida

### Ngành Phoronida
- Ngành Phoronida
  - No Bộ designations

### Ngành Ectoprocta
- Ngành Ectoprocta
  - Lớp Phylactolaemata
    - No Bộ designations

  - Lớp Stenolaemata
    - Bộ Cyclostomata

  - Lớp Gymnolaemata
    - Bộ Cheilostomatida
    - Bộ Ctenostomata

### Ngành Brachiopoda
- Ngành Brachiopoda
  - Lớp Inarticulata
    - Bộ Acrotretida
    - Bộ Lingulida

  - Lớp Articulata
    - Bộ Rhynchonellida
    - Bộ Terebratulida
    - Bộ Thecideidina